# 2005年廣州冼村殺人案
2005年廣州冼村殺人案又稱“7·31”冼村杀人案，是發生於2005年7月30日中華人民共和國廣東省廣州市天河區冼村的一起命案，共有3人遭到殺害。

## 案情
湖北石首人罗先华於2005年3月來到广州後染上毒癮，經常向來自重慶的李某購買毒品白粉。但高昂的毒品價格使得他經濟拮据。罗先华便打算向李某借錢。2005年7月30日19时，罗先华與同乡王刚來到李某位於冼村范阳大街24巷的出租屋向其借錢，李某拒絕。罗先华大怒，掏出匕首刺死李某。（不過根據广州中院的說法是罗先华有預謀搶劫刺殺李某）李某女朋友赖某發現後大叫，罗先华命令王刚將李某女友赖某控制住。此時又有一名女子兰某進屋後大喊，罗先华又命令王刚殺死進屋女子兰某。李某女友赖某也被殺死。隨後罗先华與王刚抢走现金3000多元，移动电话3部，戒指3枚后逃回湖北石首。7月31日19時，房东来收租時發現三具尸體，於是報警。经法医鉴定，李某和兰某身上的刀伤各有15处，赖某6处。2005年8月9日、10日，警方在石首先后抓获罗先华和王刚。
2005年11月8日，广州中院开庭审理冼村殺人案。11月25日，广州中院二法庭判處罗先华、王刚二人死刑。受害者李某家人获赔10万余元，兰某父母因为丧失工作能力，获赔39万余元。